# Little Bay Islands
Little Bay Islands es un pueblo canadiense situado en la provincia de Terranova y Labrador.

## Superficie
Little Bay Islands tiene una superficie de 7,34 km².

## Demografía
En 2021, no tenía ningún habitante, pero contaba con una vivienda.